# Klášterec nad Ohří
Klášterec nad Ohří (německy Klösterle an der Eger) je město v okrese Chomutov ležící v nadmořské výšce 320 metrů v údolí Ohře mezi Krušnými a Doupovskými horami v severozápadních Čechách. Žije zde přibližně 14 tisíc obyvatel. Městem prochází silnice I/13 a železniční trať Chomutov–Cheb. Historické jádro města je městskou památkovou zónou.

## Název
Svůj název město dostalo podle malého kláštera (klášterce) resp. proboštství, které zde založil postoloprtský klášter benediktýnů. V historických pramenech se jméno vyskytuje ve tvarech: Claustrellum (1352), Closterlin (1356), Claustralium (1399), Closterlij (1356), in Claustrello (1363), de Klasterzecz (1407), Classterzecz (1431), Klassterecz (1541), Klassterzecz (1545) na Klášterci (1615) nebo Klösterle (1787). Přívlastek nad Ohří se začal používat od roku 1921/23 kvůli odlišení od shodně pojmenovaných obcí u Vimperka a u Žamberka.

## Historie
Mezi lety 1150 až 1405 zde klášter řádu benediktinů z Postoloprt měl své proboštství. První písemná zmínka o obci pochází z roku 1352.

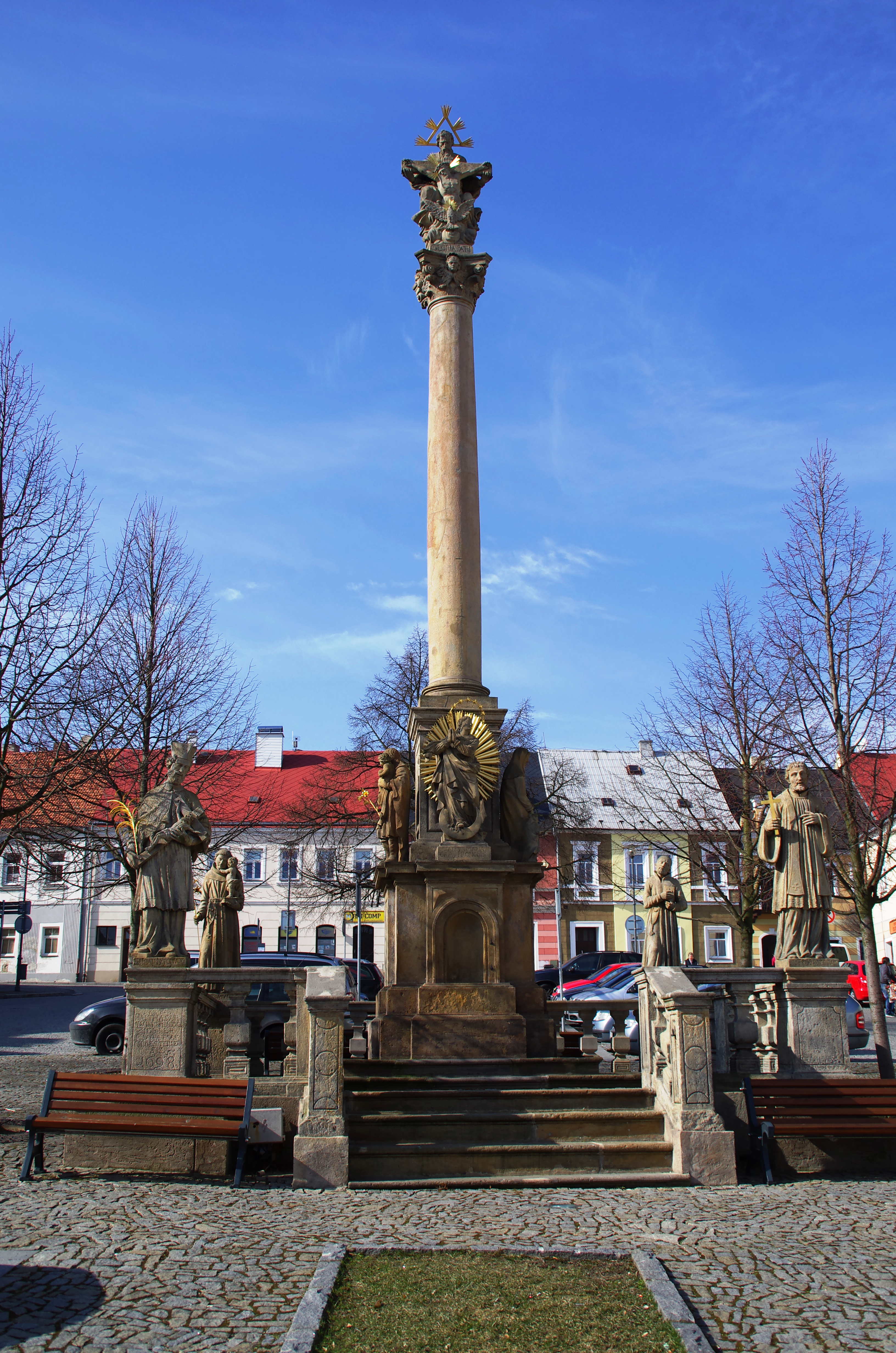
Sloup Nejsvětější Trojice

Významným majitelem panství a budovatelem města v letech 1452–1620 byl saský rod pánů Oplů z Fictumu, rádců českých králů, povýšených roku 1472 do panského stavu, kteří postavili vodní tvrz na místě zámku. Roku 1514 obýval Hanuš Fictum z Fictumu hrad Nový Šumburk s poplužním dvorem v Klášterci a roku 1541 se objevuje označení hradu jako zámku. Kryštof Fictum se stále ještě nazývá pánem na Šumburce a Klášterci. Za účast ve stavovském povstání z roku 1618 byl tomuto rodu majetek zkonfiskován a roku 1620 Fictumové uprchli zpět do Saska.
Není jasné, zda byl Klášterec opevněn. Existenci hradeb nasvědčuje jasně vymezený obrys tří stran města na plánu stabilního katastru, ale prameny z osmnáctého století žádné opevnění nezmiňují. Hradbu připomíná mohutná zeď na jihovýchodní straně městského jádra, ale ta je součástí úpravy zámeckého parku. Je nepravděpodobné, že by bylo město ohrazeno vůči vrchnostenskému sídlu, které stojí oproti městu v nevýhodné poloze. Doložená je existence trojice bran: Červená či Silniční na východě v Chomutovské ulici, Měděnecká či Zadní na západě (přibližně na křižovatce ulic Karlovarské, Třebízského a Kostelní) a Horní či Šumburská na jihu v Zahradní ulici.

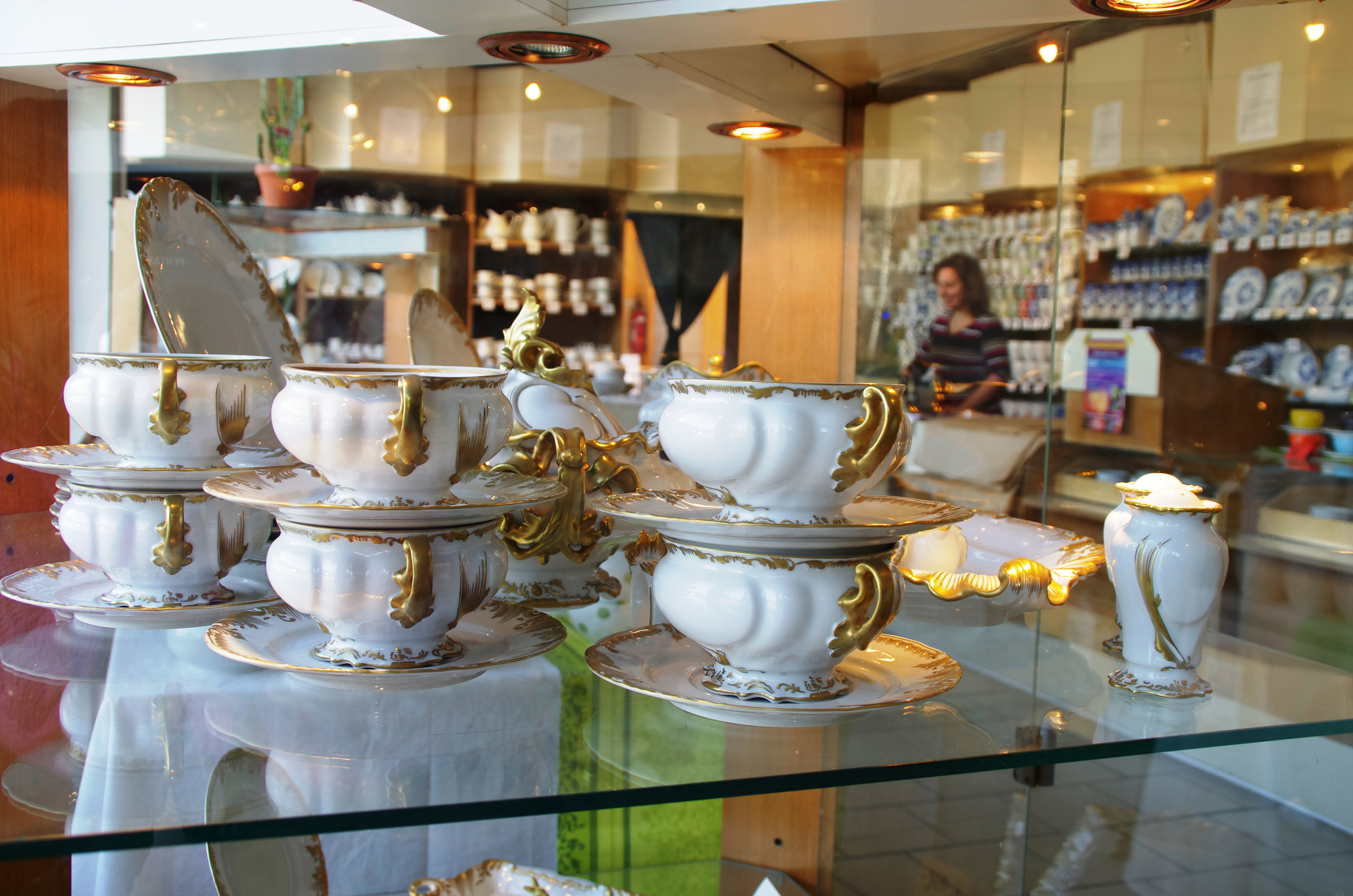
Podniková prodejna porcelánu

Důležitou etapu v rozvoji města představoval další majitel panství z let 1621–1945, katolický, původem jihotyrolský rod Thunů. Ti postavili barokní kostel Nejsvětější Trojice, přestavěli zámek nejdříve v barokním stylu a později v dnešní novogotické podobě a vybudovali také rozsáhlý anglický zámecký park se sala terrenou.
Město v těchto dobách postihlo několik rozsáhlých požárů, takže bylo mnohokrát přestavováno, naposledy koncem 19. století. V roce 1794 zde byla založena druhá nejstarší česká manufaktura na porcelán (Klášterec nad Ohří – Porcelánka Thun). U jejího zrodu stál Johann Nikolaus Weber (1734–1801), továrnu propachtoval a k největším úspěchům dovedl jeho syn Maxmilian Weber. Dodnes prosperující továrna používá pro své výrobky značku THUN.
V roce 1873 je ve městě zmiňován hamr na výrobu plechu.

## Přírodní poměry
Mimo masiv Doupovských hor na jižním okraji se nad městem vypínají vrcholy Lestkov se zříceninou hradu Lestkov (Egerberk), Mravenčák (531 m) a Černý vrch (678 m). Na západním okraji se tyčí hora Šumburk (545 m) se zříceninou hradu Šumburk (Šumná). Severní stranu tvoří hřbet s vrcholy Krušných hor Holubí vrch (577 m) a Planina (603 m). Údolí z východu uzavírá Jezerní hora (421 m).
Severně od města se nachází národní přírodní památky Ciboušov a Doupňák. Jsou to významné mineralogické lokality s výskytem jaspisu, achátu a ametystu. Méně významná naleziště minerálů se nachází u Klášterecké Jeseně, Domašína a Horní Halže. V průmyslové zóně Verne byl roku 2002 objeven siderit a goethit. Blízký Měděnec je znám jako lokalita těžby měděné rudy chalkopyritu a železné rudy magnetitu. Jižně od města jsou přírodní památky Mravenčák a Rašovické skály.

### Minerální voda
Na jihozápadním okraji města vyvěrají minerální prameny. Nejstarší z nich, Evženie, byl zachycen téměř devět metrů hlubokou studní roku 1897. Výskyt kyselky souvisí s polohou v blízkosti krušnohorského zlomového pásma a vulkanické oblasti Doupovských hor. Jejich horniny jsou překryté štěrkovými a pískovými náplavy Ohře, ale při hloubení studny Evženie, byla v hloubce 7,5 metru odhalena čedičová žíla se sklonem 60° k severovýchodu, která je považována za výplň zřídelní linie. Obohacení vody o oxid uhličitý umožňuje soustava zlomů, kterými hlubinný plyn stoupá k povrchu. Podle různých autorů dochází k výstupu plynu podle ohareckého nebo podkrušnohorského zlomu.
Voda z pramene Evženie je slabě mineralizovaná hydrouhličitano-sodná kyselka se zvýšeným obsahem fluoru. Podle analýzy z roku 1969 obsahovala celkem 3,73 g·l−1 rozpuštěných pevných látek (z toho 764,7 mg·l−1 sodíku a 2,9 mg·l−1 fluoru).

## Obyvatelstvo
Podle sčítání z roku 1921 zde žilo v 316 domech 2 452 obyvatel, z nichž bylo 1 298 žen. 22 obyvatel se hlásilo k československé národnosti, 2 403 k německé a jeden k židovské. Žilo zde 2 377 římských katolíků, 66 evangelíků a šest židů. Podle sčítání 1930 zde žilo v 379 domech 2 590 obyvatel. 41 obyvatel se hlásilo k československé národnosti a 2 523 k německé. Žilo zde 2 479 římských katolíků a 67 evangelíků.
| | 1869  | 1880  | 1890  | 1900  | 1910  | 1921  | 1930  | 1950  | 1961  | 1970  | 1980  | 1991  | 2001  | 2011  | 2021  |
| --- | ----- | ----- | ----- | ----- | ----- | ----- | ----- | ----- | ----- | ----- | ----- | ----- | ----- | ----- | ----- |
| Obyvatelé | 2 284 | 2 299 | 2 464 | 2 635 | 2 866 | 2 457 | 2 524 | 1 593 | 2 022 | 3 590 | 4 147 | 6 624 | 6 486 | 5 922 | 5 511 |
| Domy | 248   | 257   | 287   | 308   | 313   | 318   | 370   | 443   | 765   | 381   | 380   | 445   | 430   | 486   | 492   |
| Údaje zahrnují též zaniklá sídla Kunov a Vysoké. Data z roku 1961 zahrnují domy místních částí Ciboušov, Miřetice, Šumná a Útočiště. |       |       |       |       |       |       |       |       |       |       |       |       |       |       |       |

|           | 1869  | 1880  | 1890  | 1900  | 1910  | 1921  | 1930  | 1950  | 1961  | 1970  | 1980   | 1991   | 2001   | 2011   | 2021   |
| --------- | ----- | ----- | ----- | ----- | ----- | ----- | ----- | ----- | ----- | ----- | ------ | ------ | ------ | ------ | ------ |
| Obyvatelé | 5 800 | 5 976 | 6 190 | 6 486 | 7 062 | 6 627 | 7 336 | 4 770 | 5 838 | 9 173 | 13 255 | 16 213 | 15 757 | 14 591 | 13 829 |
| Domy      | 786   | 818   | 872   | 922   | 941   | 956   | 1 162 | 1 321 | 1 063 | 1 122 | 1 153  | 1 256  | 1 272  | 1 447  | 1 524  |

Věková struktura obyvatel obce Klášterec nad Ohří roku 2011
Rodinný stav obyvatel obce Klášterec nad Ohří roku 2011
Vzdělání obyvatel obce Klášterec nad Ohří roku 2011

## Městská správa a politika

### Části města
Částmi města jsou:
- Klášterec nad Ohří (k. ú. Klášterec nad Ohří)
- Ciboušov (k. ú. Miřetice u Klášterce nad Ohří)
- Hradiště (k. ú. Hradiště u Vernéřova, Pavlov u Vernéřova a Potočná u Vernéřova)
- Klášterecká Jeseň (k. ú. Klášterecká Jeseň a Kunov)
- Lestkov (k. ú. Lestkov u Klášterce nad Ohří a Velká Lesná)
- Mikulovice (k. ú. Mikulovice u Vernéřova)
- Miřetice u Klášterce nad Ohří (k. ú. Miřetice u Klášterce nad Ohří)
- Rašovice (k. ú. Rašovice u Klášterce nad Ohří)
- Suchý Důl (k. ú. Suchý Důl u Klášterce nad Ohří)
- Šumná (k. ú. Klášterec nad Ohří)
- Útočiště (k. ú. Klášterec nad Ohří)
- Vernéřov (k. ú. Vernéřov)

Součástí města jsou i území obcí, která již byla likvidována nebo vysídlena: Kunov, Pavlov, Potočná a Velká Lesná.

### Zastupitelstvo a starosta
Seznam starostů města:
- 1848– Josef Melzer
- 1861–1876 Josef Osvald I. z Thun-Hohensteinu (1817–1883), majitel panství, dal postavit radnici
- 1876–1913 Josef Osvald II. Matyáš Thun-Hohenstein-Salm-Reiferscheidt (PdvG)
- 1919– Oskar Görtler (DSAP)
- 1936– Alois Hora (DCVP)
- 1945–1946 Emanuel Veverka (předseda MěstNV)
- 1946–1948 Jaroslav Šafr (předseda MěstNV)
- 1948– Antonín Pekárek (předseda MěstNV)
- 1976–1985 Jiří Novotný (předseda MěstNV)
- 1985–1990 Bartoloměj Seman (předseda MěstNV)
- 1990–2002 Zdeněk Šroubek
- 2002–2003 Miroslav Řebíček (ČSSD)
- 2003–2012 Jan Houška (ODS)
- 2012–2015 Kateřina Mazánková
- 2015–dosud Štefan Drozd (SsČR)

### Městské symboly
Vlajka byla městu udělena rozhodnutím předsedy Poslanecké sněmovny Parlamentu České republiky dne 14. ledna 2000.

## Doprava
Městem vedou silnice I/13 a železniční trať Chomutov–Cheb, na které ve východní části města stojí stanice Klášterec nad Ohří.

## Sport
- Betonová sáňkařská dráha na Jezerní hoře
- HC Tygři Klášterec nad Ohří
- FK Klášterec nad Ohří

## Pamětihodnosti

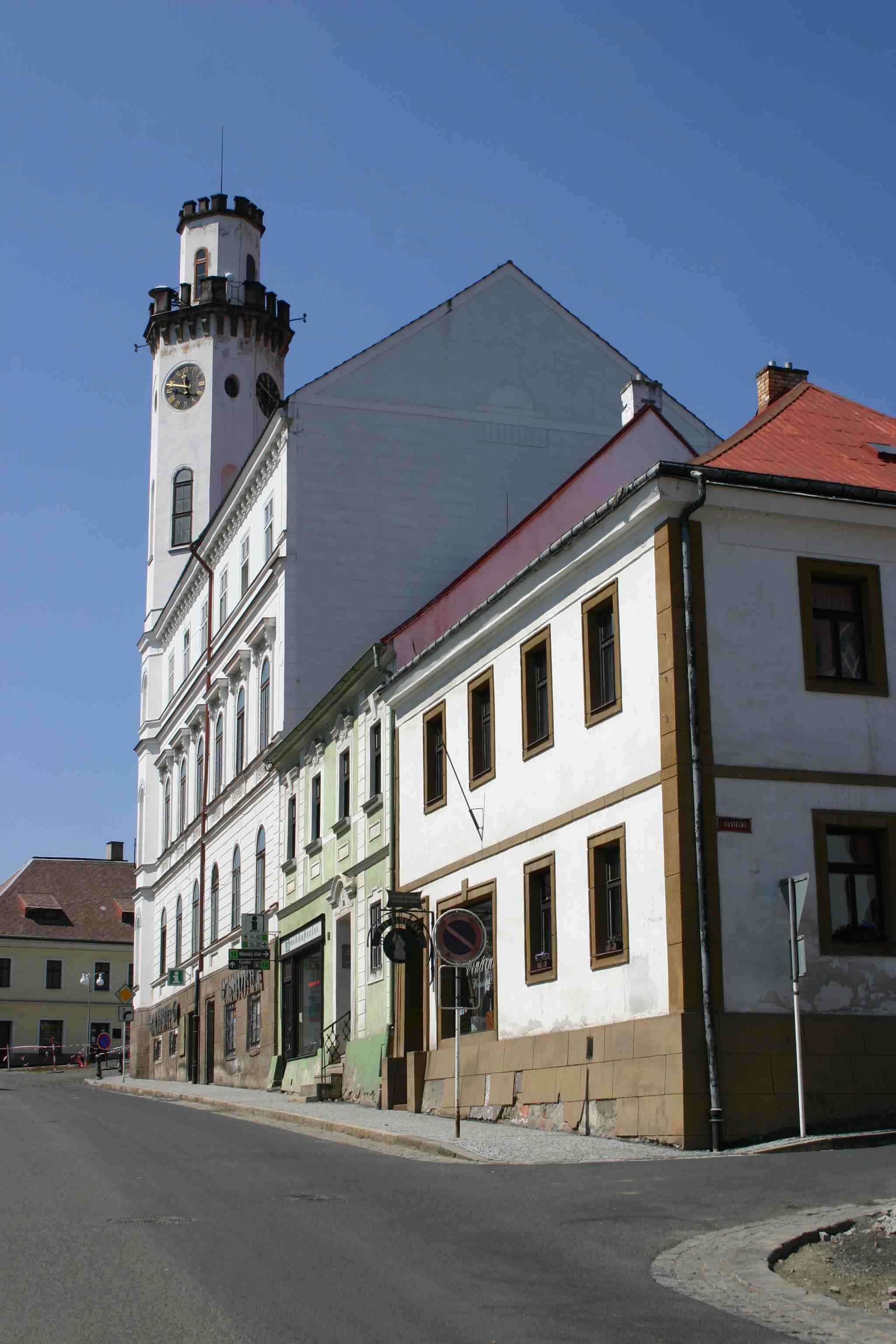
Novogotická radnice

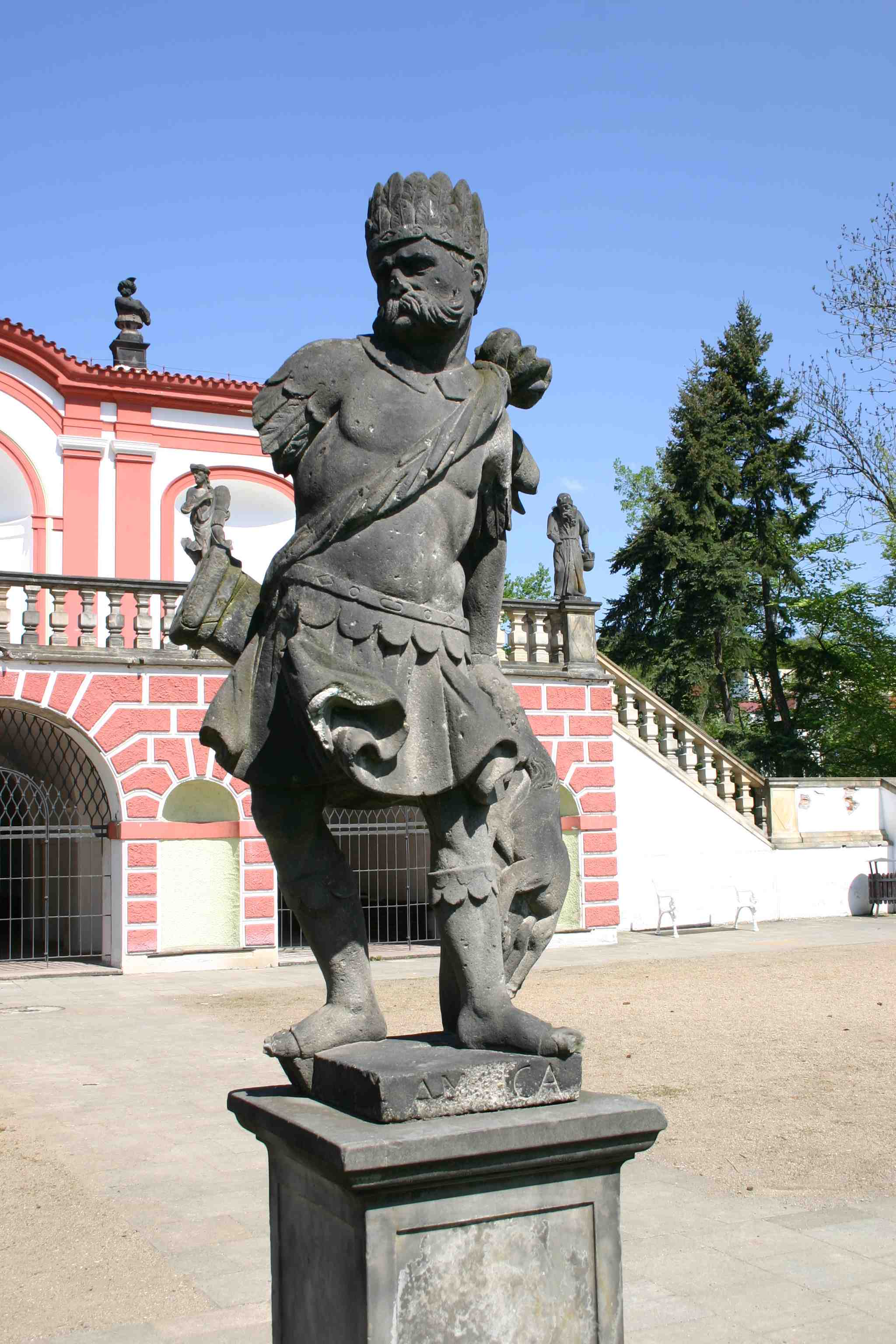
Sala terrena s barokními sochami

### Zámek
Klášterecký zámek je čtyřkřídlá novogotická stavba na základech renesanční zámku. Na nádvoří jsou do stěny vsazeny dva gotické náhrobní kameny Oplů z Fictumu, věž a doplňky ve stylu tudorovské novogotiky pochází z doby po požáru zámku. V zámeckém parku se vzácnými dřevinami botanika Osvalda II. Thun-Hohensteina stojí Sala terrena se sochami čtyř ročních období a bustami Turků na balustrádě od Jana Brokoffa. Salu terrenu doplňuje také sousoší alegorických soch, které znázorňují kontinenty.

### Církevní památky

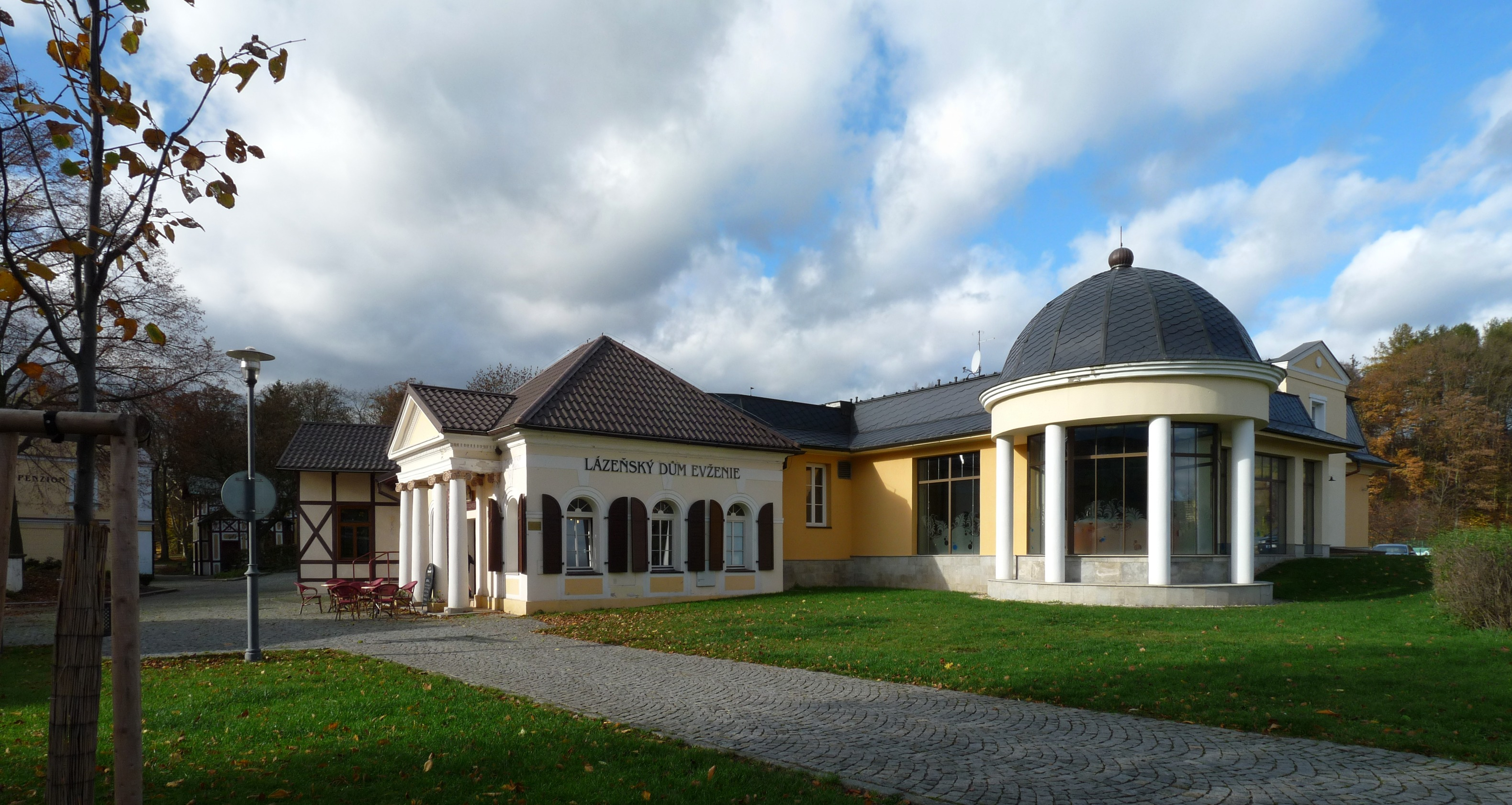
Lázně Evženie

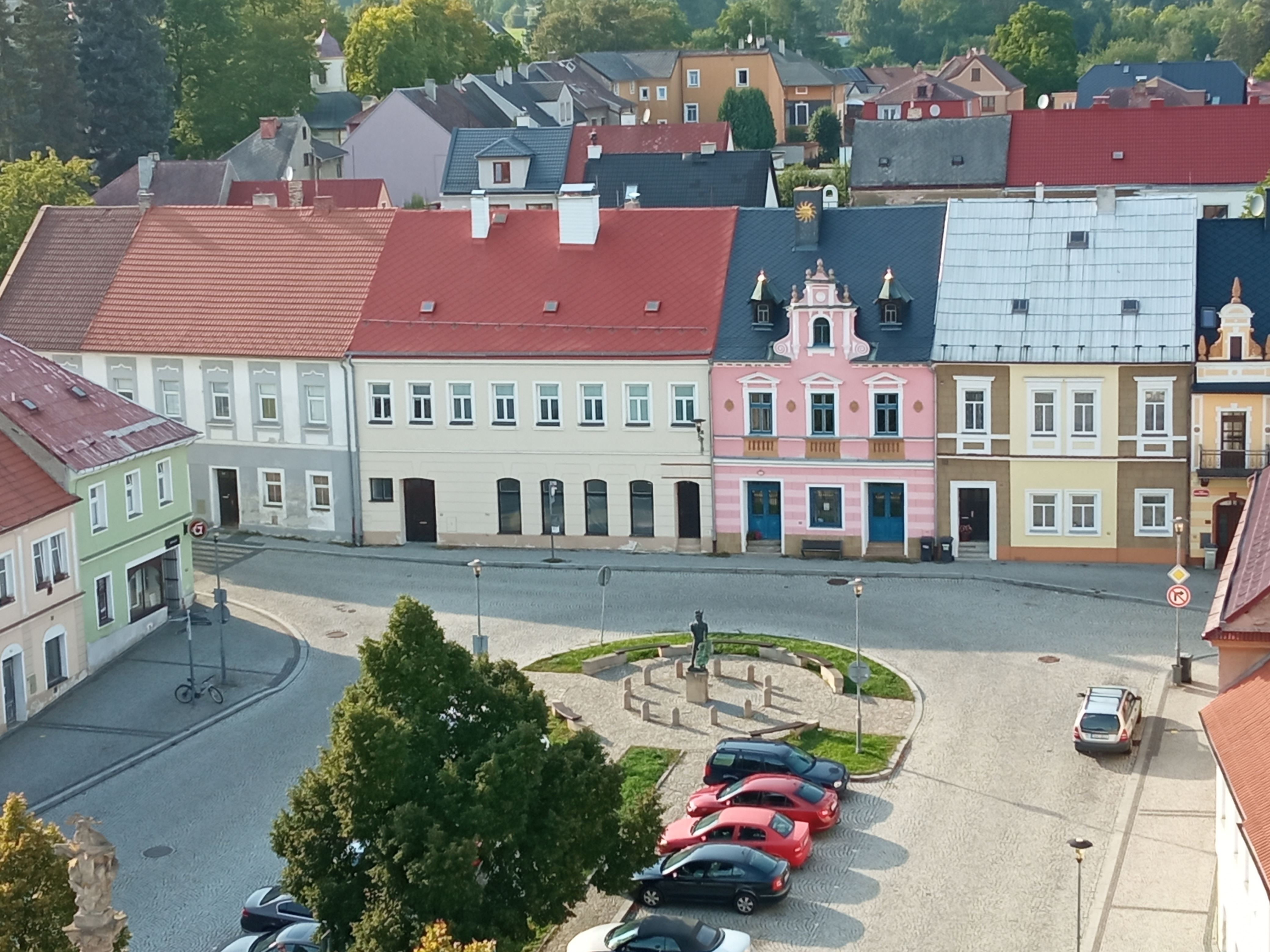
Pohled z radnice na náměstí Dr. Edvarda Beneše

- Sloup Nejsvětější Trojice na náměstí Dr. E. Beneše; na vrcholu sloupu je vytesán Trůn Boží moudrosti, tj. sousoší trůnícího Boha Otce, který drží v rukou kříž se svým ukřižovaným synem, k němuž shora slétá holubice Ducha svatého; na podstavci stojí socha Panny Marie Immaculaty mezi svatou Annou s dítětem Marií, svatým Josefem s Ježíškem a svatým Jáchymem. V rozích čtvercové balustrády jsou sochy svatého Jana Nepoumuckého, Františka Xaverského, svatého Antonína Paduánského s Ježíškem a pravděpodobně svatého Františka Borgiáše.
- Barokní kostel Nejsvětější Trojice s kryptou Thun-Hohensteinů navržený Carlem Luragem stavěl Rossi de Lucca. V průčelí ho zdobí alianční znaky Michaela Thun-Hohensteina a jeho ženy hraběnky Lodronové.
- Socha svatého Floriána se dvěma motivy požáru městské brány na soklu je pravděpodobně dílem Jana Brokoffa. Stojí nalevo od vchodu do Trojičního kostela.
- Mariánský sloup se sochou Panny Marie Ochranitelky mezi sochami svaté Barbory, svatého Jáchyma, svaté Anny a svatého Aloise z Gonzagy stojí vpravo od vchodu do Trojičního kostela. Podle latinského nápisu na zadní straně podstavce jej 8. srpna roku 1696 dal postavit Kryštof Vojtěch Fidler z Prunéřova.
- Trojiční sloup s ikonografickým motivem sousoší Trůnu Boží moudrosti, stojí za kostelem Nejsvětější Trojice. Byl sem přemístěn z Mikulovic.
- Vrcholně barokní poutní kostel Navštívení Panny Marie (Utěšitelky, Ochranitelky) se dvěma věžemi a konkávně zvlněným průčelím. Vysvěcen byl roku 1714 na místě gotické poutní kaple a přestavěn v šedesátých letech 18. století (stavitel J. Ch. Kosch). V nadpraží portálu má zlacený znak papeže Klementa XI. v podobě tiáry se skříženými klíči svatého Petra na znamení milostí, které byly chrámu uděleny. Uvnitř kostela se nachází gotická poutní soška Panny Marie z let 1480–1490, barokní sochy na bočních oltářích. K oltářnímu obrazu svaté Otýlie, ochranitelky před nemocemi zraku, putovala kdysi procesí nemocných. Pouť se koná 5. května. Přilehlý hřbitov byl v provozu od 15. století.
- Mariánský sloup na terase pod kostelem, se sochou Panny Marie Ochranitelky, pochází ze zaniklého města Přísečnice.
- Volně stojící barokní sochy svatého Jana Nepomuckého na mostě, svatého Jana Nepomuckého; opata svatého Prokopa (nesprávně označovaného jako svatý Norbert)
- Sedm zastavení Bolestné cesty Panny Marie v severní části zámeckého parku. Dal je postavit hrabě Michael Osvald Thun roku 1691. Zastavení spojovala loretánskou kapli původně stojící v místech staré porcelánky a kapli Panny Marie na skále, která stávala v místech pilíře železničního mostu.

### Světské památky
- Pseudorenesanční radnice s osmibokou věží od stavitele Böhma z Mostu z let 1855–1860
- Bývalá sladovna (později špejchar) z druhé poloviny 17. století
- Budova Staré porcelánky – zbourána v roce 2001
- Lázně Evženie[16] tvoří klasicistní sloupový pavilon a budova lázní se sloupovým portikem byly postavené roku 1829 nad pramenem kyselky. Uvnitř se nachází socha bohyně zdraví Hygeiy. K pavilonu přiléhají další dvě hrázděné stavby lázní z roku 1855, ve kterých je provozován penzion.
- Muzeum hodin

## Osobnosti

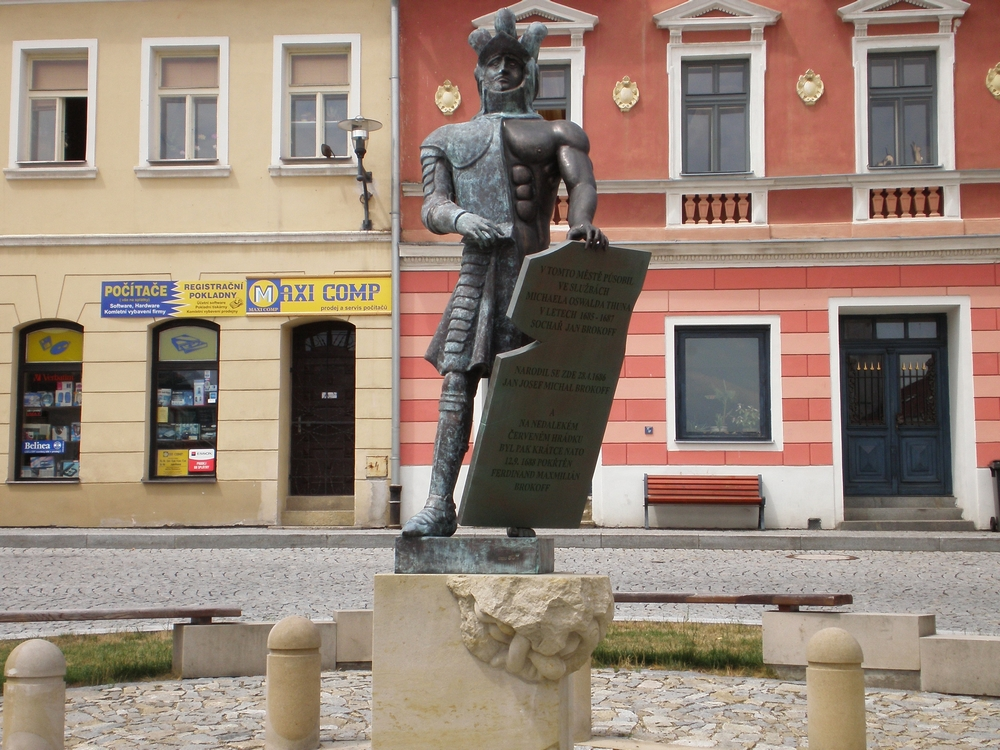
Památník sochaře Brokoffa od Karla Melouna

### Rodáci
- Michal Jan Josef Brokoff (1686–1721)
- Adam Bittner (1777–1844)
- Zikmund z Thun-Hohensteinu (1827–1897), politik, císařský místodržící na Moravě
- Eduard Enzmann (1882–1965), malíř krajinek, narozen v dnes zaniklém Vernéřově
- Meinrad Langhammer (1884–1942), kaplan
- Rudolf Langhammer (1889–1958), učitel archivář, historik
- Karel Meloun (1950–2022), sochař, umělecký kovář, restaurátor
- Věra Nechybová (* 1971), politička
- Jane Darling (* 1980), pornoherečka
- Tomáš Šťastný (* 1991), profesionální hráč počítačových her

### Ostatní
- Josef Matyáš z Thun-Hohensteinu (1794–1868), majitel panství, vlastenec, president Královské české společnosti nauk, podporovatel Národního muzea
- Jan Brokoff (1652–1718), kamenosochař a řezbář
- Carl Emanuel Löscher (1750–1813)
- Markéta Jeriová (* 1976)
- Luboš Jíra (1968)
- Luboš Jíra (1990)

## Partnerská města
- Grossrückerswalde, (Německo)